# Werner Muschkeit
Werner Muschkeit (* 31. Juli 1933 in Rossitten; † 20. Dezember 1994 in Oulu) war ein deutscher Fischdampferkapitän und Reedereiinspektor.

## Leben
Muschkeit war Sohn eines ostpreußischen Fischers und Landwirts. Nach der Besetzung Ostpreußens wuchs er in einer sowjetischen Fischereikolchose auf. 1948 kam er mit dem Großvater nach Westdeutschland, wo er bei Fulda seine abgebrochene Schulausbildung mit der Mittleren Reife abschließen konnte. 1951 musterte er in Bremerhaven als Leichtmatrose auf einem Fischdampfer an. Er besuchte ab 1955 die Seefahrtschule Bremerhaven, die er nach mehrjähriger Fahrenszeit als Steuermann 1959 mit dem Kapitänspatent abschloss. Anschließend übernahm er das Kommando über den Fischdampfer Heinrich Bueren der Reederei Kämpf. Danach führte er die Seitenfänger Johannes Krüss und Hugo Homann sowie die Heckfänger Fritz Homann und Jochen Homann. Als 1970 die Reederei Kämpf aufgelöst wurde, wechselte Muschkeit als nautischer Inspektor zur Nordstern Reederei und danach, als diese 1988 in der neu gegründeten Deutschen Fischfang-Union (DFFU) aufging, in gleicher Funktion zur DFFU mit Sitz in Cuxhaven.
Muschkeit gilt als einer der erfolgreichsten und innovativsten deutschen Fischdampfer-Kapitäne seiner Zeit. Insbesondere gelang es ihm, mit der in den 1960er Jahren entwickelten Loggerfischerei dem Heringsfang neue Dimensionen zu eröffnen. Bereits von Reeder Helmut Kämpf beim Bau des Heckfängers Fritz Homann, des ersten Fabrikschiffes dieser Reederei, zu Rate gezogen, erwarb er sich in seiner Fahrenszeit – insbesondere mit Jochen Homann – wie auch in seiner Tätigkeit als Reedereiinspektor national und international den Ruf eines Fischereifachmanns. Seine ständigen Innovationen der Fangtechnik und der damit einhergehenden technischen Ausstattung der Schiffe trugen maßgeblich zum Erfolg der deutschen Hochseefischerei bei. Darüber hinaus beriet er verschiedene Institutionen und Gremien der Fischwirtschaft, so etwa den Verband der Hochseefischereireeder, den er u. a. in internationalen Verhandlungen vertrat, oder die Seeberufsgenossenschaft. Muschkeit fand während einer Dienstreise von Bremerhaven nach Murmansk, wo er im Auftrage der DFFU Möglichkeiten eines Joint-Venture mit russischen Reedereien sondieren sollte, bei einem spektakulären Flugzeugabsturz den Tod. Beerdigt ist er auf dem Friedhof Alt-Wulsdorf.

## Ehrungen
- Seewart-Medaille in Bronze (1990)